# Megaselia afghana
Megaselia afghana är en tvåvingeart som beskrevs av Schmitz 1959. Megaselia afghana ingår i släktet Megaselia och familjen puckelflugor.
Artens utbredningsområde är Afghanistan. Inga underarter finns listade i Catalogue of Life.